# Waldemar Węcek
Waldemar Węcek (ur. 5 maja 1941 w Czeladzi) – polski lekkoatleta skoczek o tyczce, mistrz Polski.

## Kariera sportowa
Startował na mistrzostwach Europy w 1966 w Budapeszcie, gdzie zajął w finale 11. miejsce. Na europejskich igrzyskach halowych w 1967 w Pradze zajął 10. miejsce, a w finale Pucharu Europy w 1967 w Kijowie był czwarty.
Był mistrzem Polski w 1967 oraz wicemistrzem w 1966 i 1968. Poza tym w finałach MP zajął następujące miejsca: 4. w 1963 i 1964 oraz 6. w 1965.
W latach 1965–1968 cztery razy startował w meczach reprezentacji Polski, odnosząc 1 zwycięstwo indywidualne. Jako trzeci zawodnik w Polsce pokonał wysokość 5 metrów w skoku o tyczce (przed nim uczynili to Włodzimierz Sokołowski i Leszek Butscher) osiągając 5,04 m.
Rekord życiowy:
- skok o tyczce – 5,04 (22 września 1968, Wrocław)
- skok o tyczce (hala) – 4,70 (12 marca 1967, Praga)

Był zawodnikiem Śląska Wrocław.